# Lotto-Isoglass/1996
Deze pagina geeft een overzicht van de Lotto-Isoglass wielerploeg in  1996.

## Algemene gegevens
Sponsors: Belgische Nationale Loterij, Isoglass (glaszetter)
Ploegleiders: Jean-Luc Vandenbroucke, Jef Braeckevelt, Hugo De Dier
Fietsmerk: Vitus

## Renners
| Naam                                | Geboortedatum | Nationaliteit | Ploeg 1995       |
| ----------------------------------- | ------------- | ------------- | ---------------- |
| Gilles Bouvard                      | 30-10-1969    | Frankrijk     | Collstrop-Lystex |
| Tony Bracke                         | 15-12-1971    | België        | Neoprof          |
| Frank Corvers                       | 12-11-1969    | België        |                  |
| Sebastien Demarbaix                 | 19-12-1973    | België        | Neoprof          |
| Christophe Detilloux                | 03-05-1974    | België        |                  |
| Peter Farazijn                      | 27-01-1969    | België        |                  |
| Thomas Fleischer                    | 20-02-1971    | Duitsland     | Collstrop-Lystex |
| Herman Frison                       | 16-04-1961    | België        |                  |
| Oleg Kozlitin                       | 22-02-1969    | Kazachstan    | Le Groupement    |
| Nico Mattan                         | 17-07-1971    | België        |                  |
| Wilfried Nelissen                   | 05-05-1970    | België        |                  |
| Marc Sergeant                       | 16-08-1959    | België        |                  |
| Scott Sunderland                    | 28-11-1966    | Nieuw-Zeeland |                  |
| Andrei Tchmil                       | 22-01-1963    | Moldavië      |                  |
| Kurt Van De Wouwer                  | 24-09-1971    | België        |                  |
| Paul Van Hyfte                      | 19-01-1972    | België        |                  |
| Peter Verbeken                      | 15-04-1966    | België        | Collstrop-Lystex |
| Rik Verbrugghe                      | 23-07-1974    | België        | Neoprof          |
| Marc Wauters                        | 23-02-1969    | België        | Novell           |
| Stagiairs                           |               |               |                  |
| Fabien De Waele (stagiair)          | 19-07-1975    | België        |                  |
| Kristof Trouvé (stagiair)           | 11-08-1976    | België        |                  |
| Jean-Denis Vandenbroucke (stagiair) | 11-10-1976    | België        |                  |

## Belangrijke overwinningen
| Ster van Bessèges 1e etappe: Wilfried Nelissen 2e etappe: Wilfried Nelissen 3e etappe: Wilfried Nelissen Ruta del Sol 1e etappe: Wilfried Nelissen 4e etappe: Wilfried Nelissen Parijs-Nice 2e etappe: Wilfried Nelissen 6e etappe: Andrei Tchmil Driedaagse van De Panne 2e etappe: Andrei Tchmil Veenendaal-Veenendaal Andrei Tchmil Vierdaagse van Duinkerke 6e etappe: Marc Wauters | Ronde van Luxemburg 4e etappe: Andrei Tchmil Ronde van het Waalse Gewest 1e etappe: Nico Mattan 3e etappe: Thomas Fleischer 4e etappe: Scott Sunderland Eindklassement: Thomas Fleischer GP Stad Zottegem Chris Peers Clásica de Almería Wilfried Nelissen Dwars door België Andrei Tchmil GP Rik Van Steenbergen Andrei Tchmil |

1985 · 1986 · 1987 · 1988 · 1989 · 1990 · 1991 · 1992 · 1993 · 1994 · 1995 · 1996 · 1997 · 1998 · 1999 · 2000 · 2001 · 2002 · 2003 · 2004 · 2005 · 2006 · 2007 · 2008 · 2009 · 2010 · 2011 · 2012 · 2013 · 2014 · 2015 · 2016 · 2017 · 2018 · 2019 · 2020 · 2021 · 2022 · 2023 · 2024 · 2025